# Platyrhopalopsis
Platyrhopalopsis  – rodzaj myrmekofilnego chrząszcza z podrodziny Paussinae, rodziny biegaczowatych. Należą tu trzy gatunki. Wszystkie występują w południowo-wschodniej części krainy palearktycznej. Platyrhopalopsis melleii są pasożytami społecznymi kolonii mrówek Pheidologeton diversus (Jerdon 1851) (Myrmicinae: Solenopsidini). Mają typową dla podrodziny brunatną barwę z błyszczącym połyskiem.